# Physalis heterophylla
Physalis heterophylla är en potatisväxtart som beskrevs av Christian Gottfried Daniel Nees von Esenbeck. Physalis heterophylla ingår i släktet lyktörter, och familjen potatisväxter. Utöver nominatformen finns också underarten P. h. rowellii.

## Bildgalleri

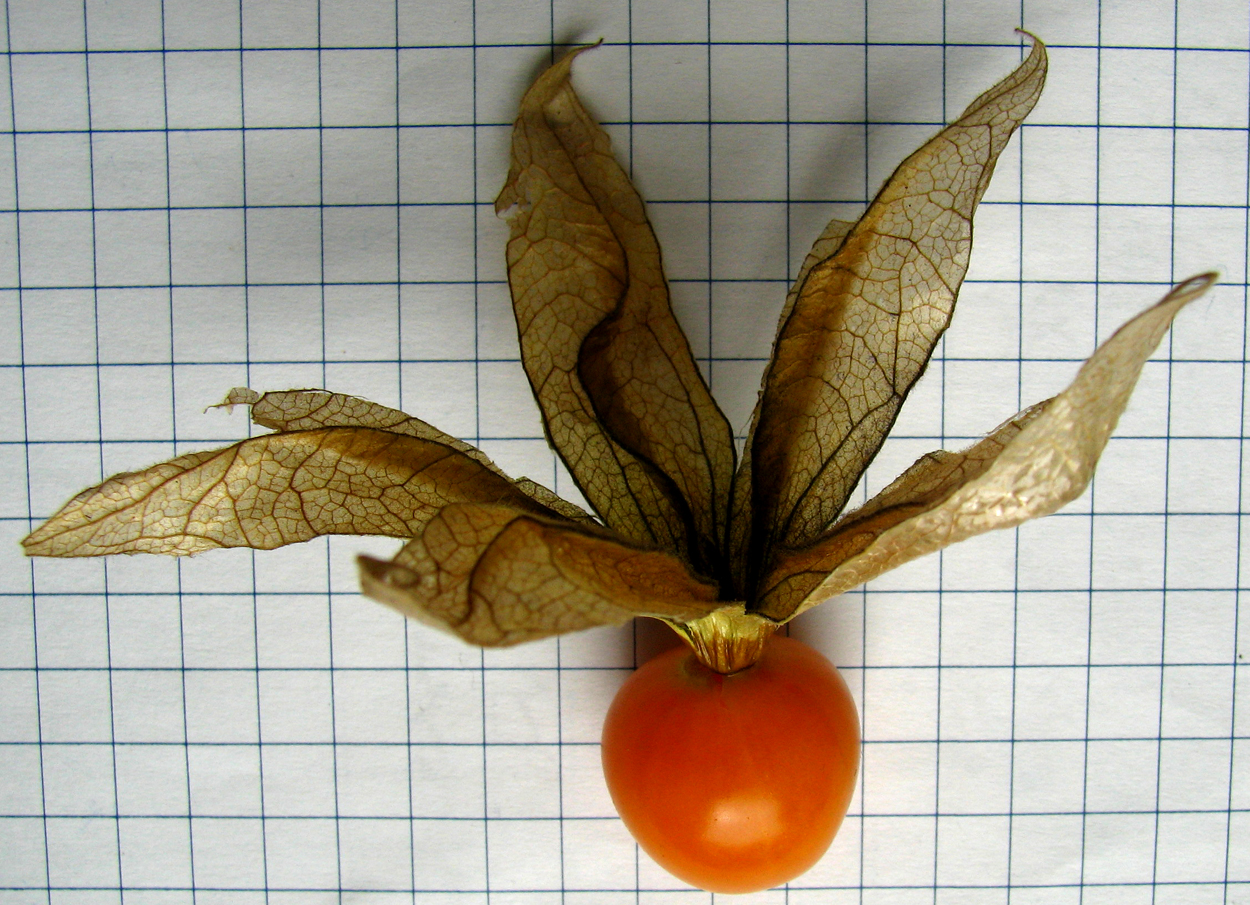
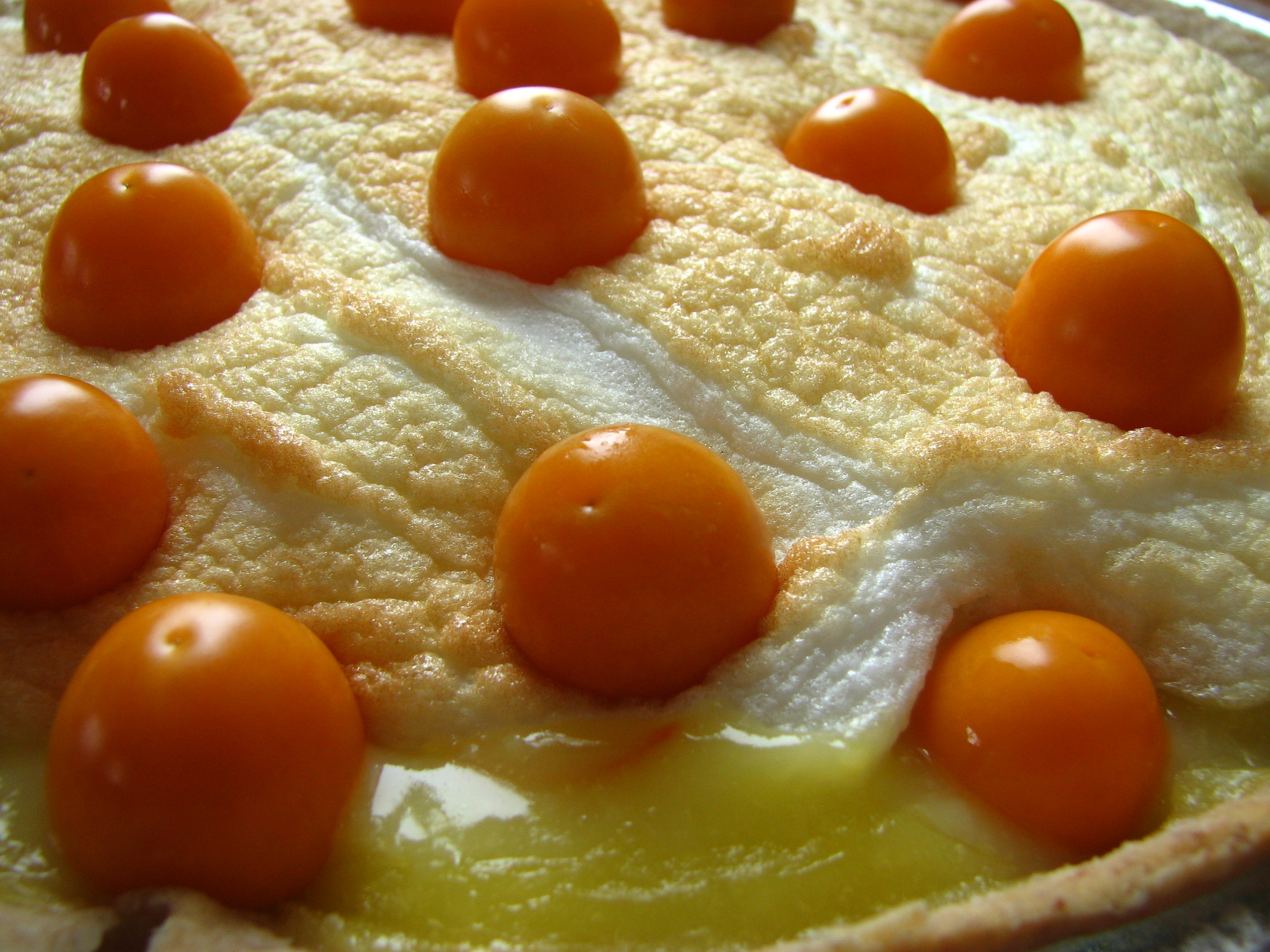
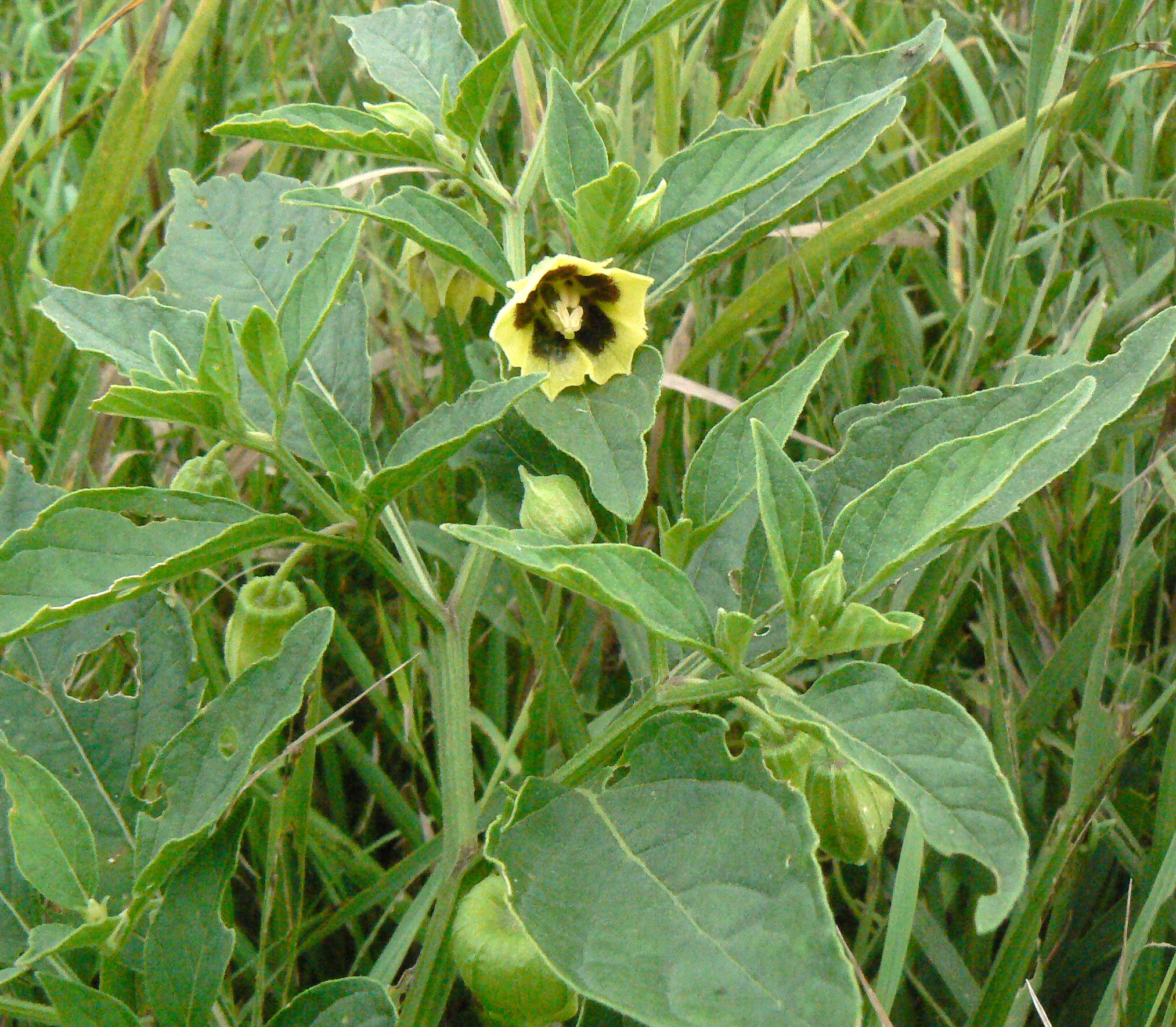
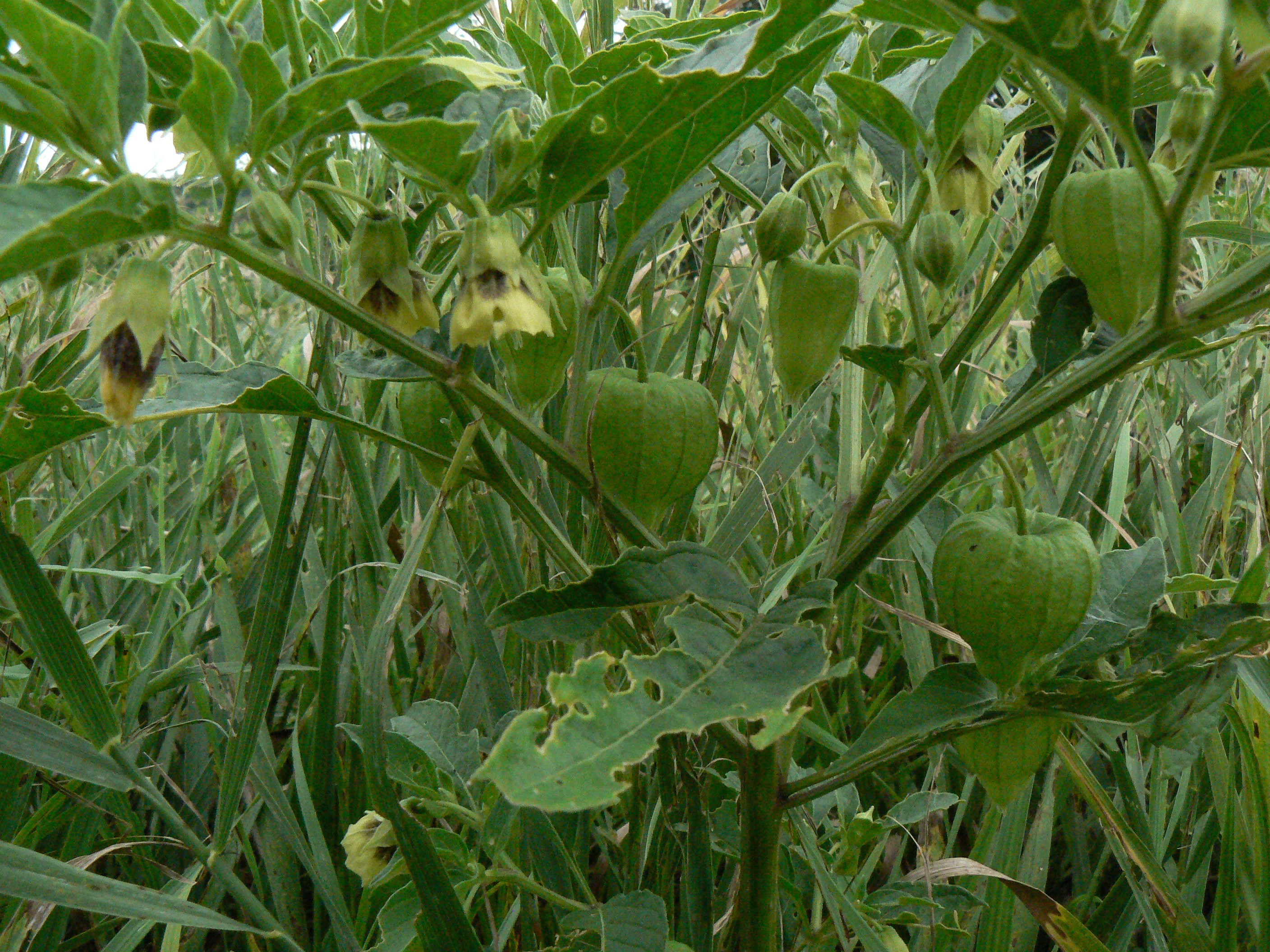